# Element.io
Element.io (ранее Riot.im) — свободный кроссплатформенный мессенджер, работающий по протоколу Matrix и распространяемый по лицензии Apache. Благодаря использованию федеративного протокола пользователь может подключиться к любому серверу Matrix и общаться с пользователями других серверов общей сети.
Клиенты для персональных компьютеров основаны на веб-клиенте и используют Electron.

## Возможности
Помимо мгновенного обмена текстовыми сообщениями и организации чатов, Element может использоваться для передачи файлов, отправки уведомлений, организации телеконференций, совершения голосовых и видеозвонков (на платформе Jitsi Meet). Мессенджер поддерживает использование сквозного шифрования, которое используется по умолчанию для всех приватных чатов.
Благодаря открытости подключения как к официальному серверу, так и к частному, мессенджер часто рекомендуется специалистами по компьютерной безопасности и приватности в Интернете.

## История
В январе 2021 компания Google заблокировала распространение Android версии приложения через магазин приложений Google Play из-за наличия оскорбительного содержимого на сервере по умолчанию matrix.org.
31 Января 2021 приложение было разблокировано и стало доступно для пользователей.